# Grégoire Detrez
Grégoire Detrez (Clermont-Ferrand, 25 de mayo de 1981) es un jugador de balonmano francés que juega de pívot en el Chartres MHB28. Es internacional con la Selección de balonmano de Francia.
Con la selección ganó la medalla de oro en el Campeonato Europeo de Balonmano Masculino de 2010.

## Palmarés

### Chambéry Savoie
- Trofeo de campeones (1): 2013

## Clubes
- USAM Nîmes (2001-2008)
- Chambéry Savoie Handball (2008-2017)
- Chartres MHB28 (2017- )